# 射出座席

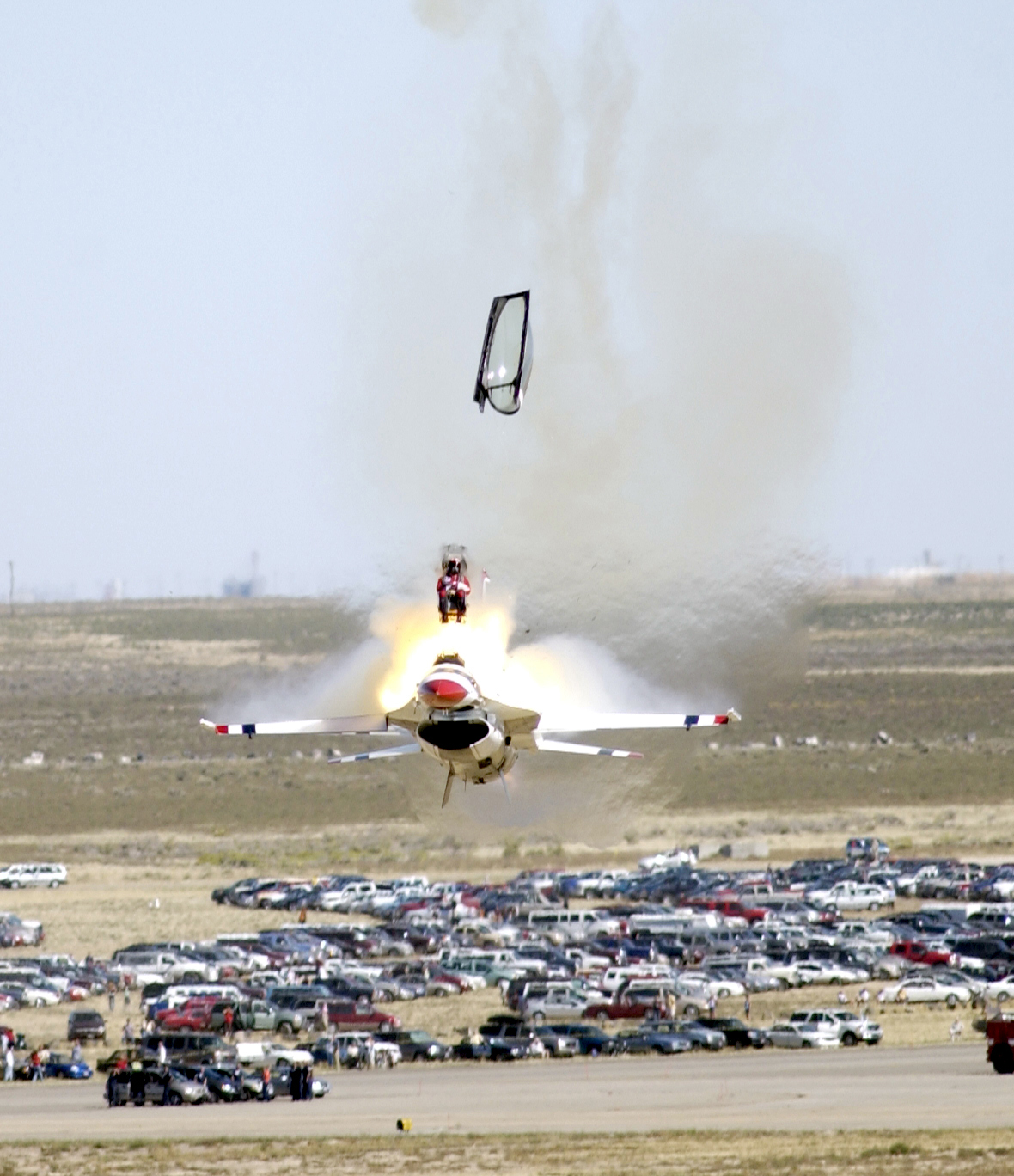
サンダーバーズ6番機のF-16からのACES II射出座席による脱出。パイロットのストリックリン大尉は無傷だった。先に吹き飛ばされたキャノピーと、続いて射出される座席が見える2003年9月14日、アイダホ州マウンテンホーム空軍基地における事故の際に撮影

射出座席 (しゃしゅつざせき、英:ejection seat) は、軍用機から非常時に脱出 (ベイルアウト、英: bailout) するための装置。作動させると、搭乗者は座席ごとロケットモータなどによって機外へと射ち出され、パラシュートで降下する。主に固定翼の軍用機即ち戦闘機や攻撃機はもちろん戦略爆撃機や練習機にも装備される。射出時には搭乗者には通常12G - 14G程度（1960年代から1970年代のソビエトの射出座席は20G - 22Gで人間の耐久限界を超えていた。）の加速度が掛かるため、訓練経験がないと脊髄損傷の危険がある。

## 歴史

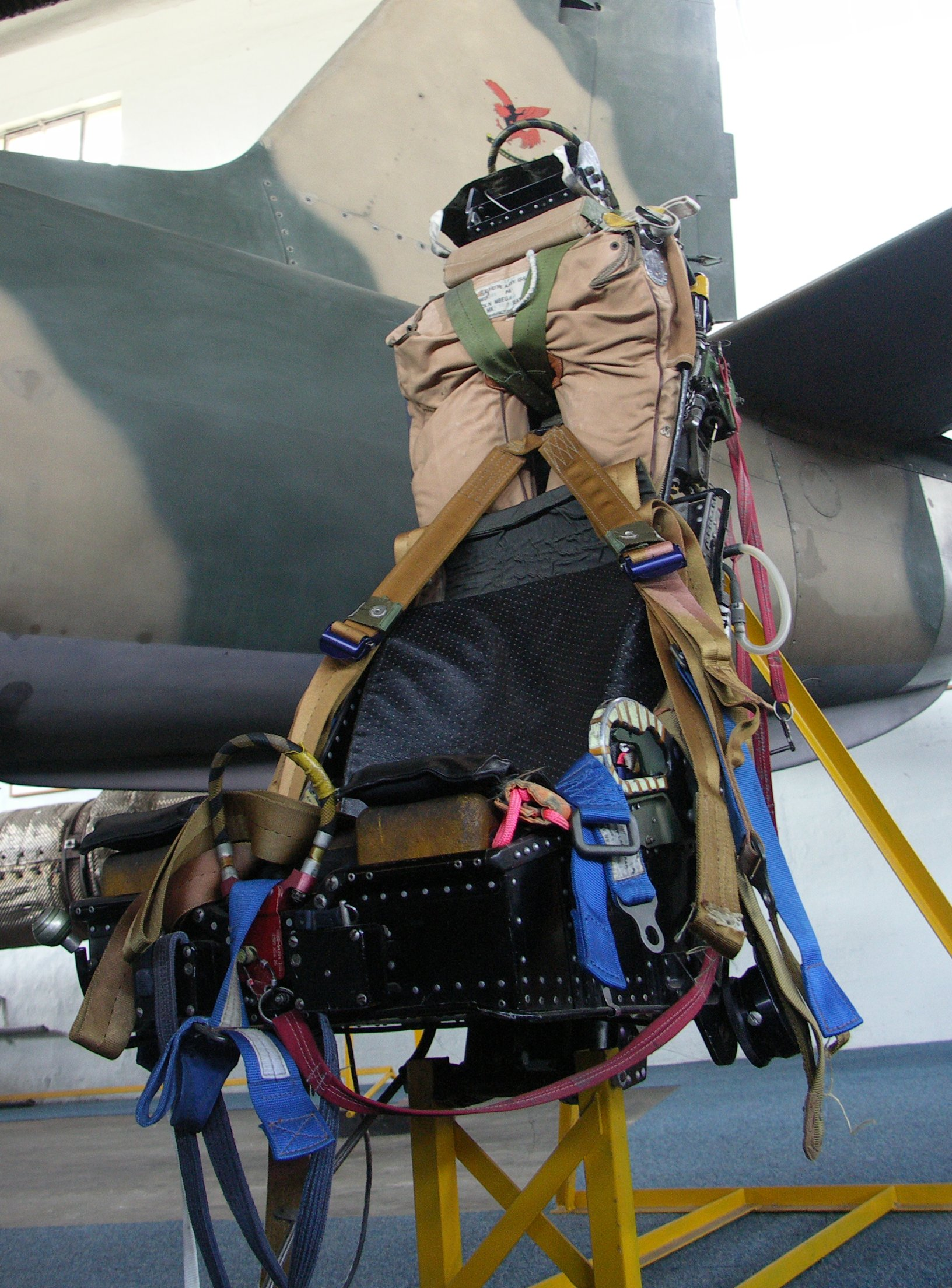
マーチンベーカー社の射出座席

航空機が開発された初期の頃から第二次世界大戦の頃までは、航空機の速度は比較的低速であり、脱出はそれほど困難ではなかった。そのため、射出座席はほとんど使用されず、脱出はパラシュートを搭乗前にあらかじめ装備しておき、脱出時は自力でコックピットから飛び降りる方式がほとんどであった。このような脱出方法だとコックピットから飛び出した後に牽引式では自機の尾翼、推進式ではプロペラにぶつかる可能性があり、実際にその様な事故が多発したため、第二次大戦中のドイツの一部の航空機（He 219、Do 335、He 162など）には圧縮空気で打ち出すタイプの射出座席が装備されていた。世界初の射出座席搭載機は、ドイツのHe 280 V1である。
射出座席を本格的に実用化したのは、イギリスのマーチンベーカー・エアクラフト社で、第二次大戦中から開発を行っていた。マーチンベーカー社が開発をしていた射出座席は、ドイツが採用していた圧縮空気より力のある火薬式のものだった。マーチンベーカー社は現在でも射出座席の代表的メーカーのひとつである。
射出座席が一般的に使用されるようになったのは、航空機がレシプロ機からジェット機になり急激に高速化した第二次大戦後である。空気抵抗は速度の2乗に比例するため、速度が2倍になった場合、体が受ける抵抗は4倍にもなる。そうなると機体から自力で脱出するのは非常に困難であるため、射出座席が装備されるようになった。

## パイロットの安全性

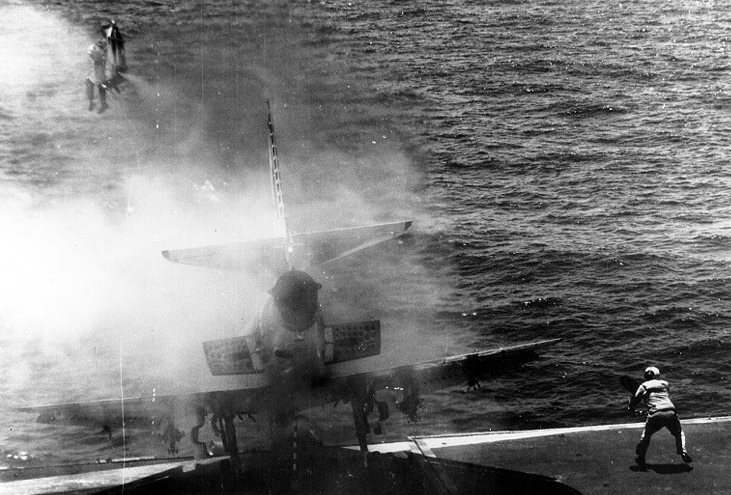
1970年7月2日に、A-4Eスカイホークがブレーキが故障でUSSシャングリラに着艦した後、A-4Eスカイホークから緊急脱出し、パイロットはヘリコプターで回収された。

空母着陸に失敗した後、A-6イントルーダーから脱出するパイロット

射出座席の目的はパイロットの生還である。パイロットは通常、12G - 14G程の加速度を経験する。欧米の射出座席はパイロットにかかる負荷が軽い。1960年代から70年代のソビエトの射出座席技術は20G - 22Gもあった（SM-1およびKM-1砲身タイプの射出座席付き）。椎骨の圧迫骨折の危険性がある。
超音速での放出は、早い段階で生存不可能であるとされていた。チンパンジーを被験者としたフーシュ計画（チェロキー (ロケット)）を含む広範なテストが実施され、実行可能であると判断された。
1993年7月24日のロイヤル・インターナショナル・エア・タトゥーで、2機のMiG-29戦闘機が空中衝突後にパイロットが射出され、K-36の能力が実証された。
反転飛行時のACES IIシートの最小射出高度は、150KIASで地上約140フィート (43 m)。ロシアのK-36DMは、100フィート (30 m) AGLの反転飛行からの最小射出高度を持っている。航空機には、NPP ズヴェズダK-36DM射出座席が装備されており、パイロットがko-15保護具を着用している場合、時速0〜 1,400キロメートル毎時 (870 mph) の対気速度および高度0〜25 km (16 mi または 約82,000 ft)で射出可能。K-36DM射出座席は、ドラッグシュートと、パイロットの脚の間に上昇してパイロットの周りの空気を偏向させる小さなシールドを備えている。
パイロットは、水中への投棄を余儀なくされた後、水中からの脱出に成功した例は数えるほどしかない。アメリカ海軍とインド海軍のパイロットがこの偉業を成し遂げたという証拠の文書が存在する。

## 構造

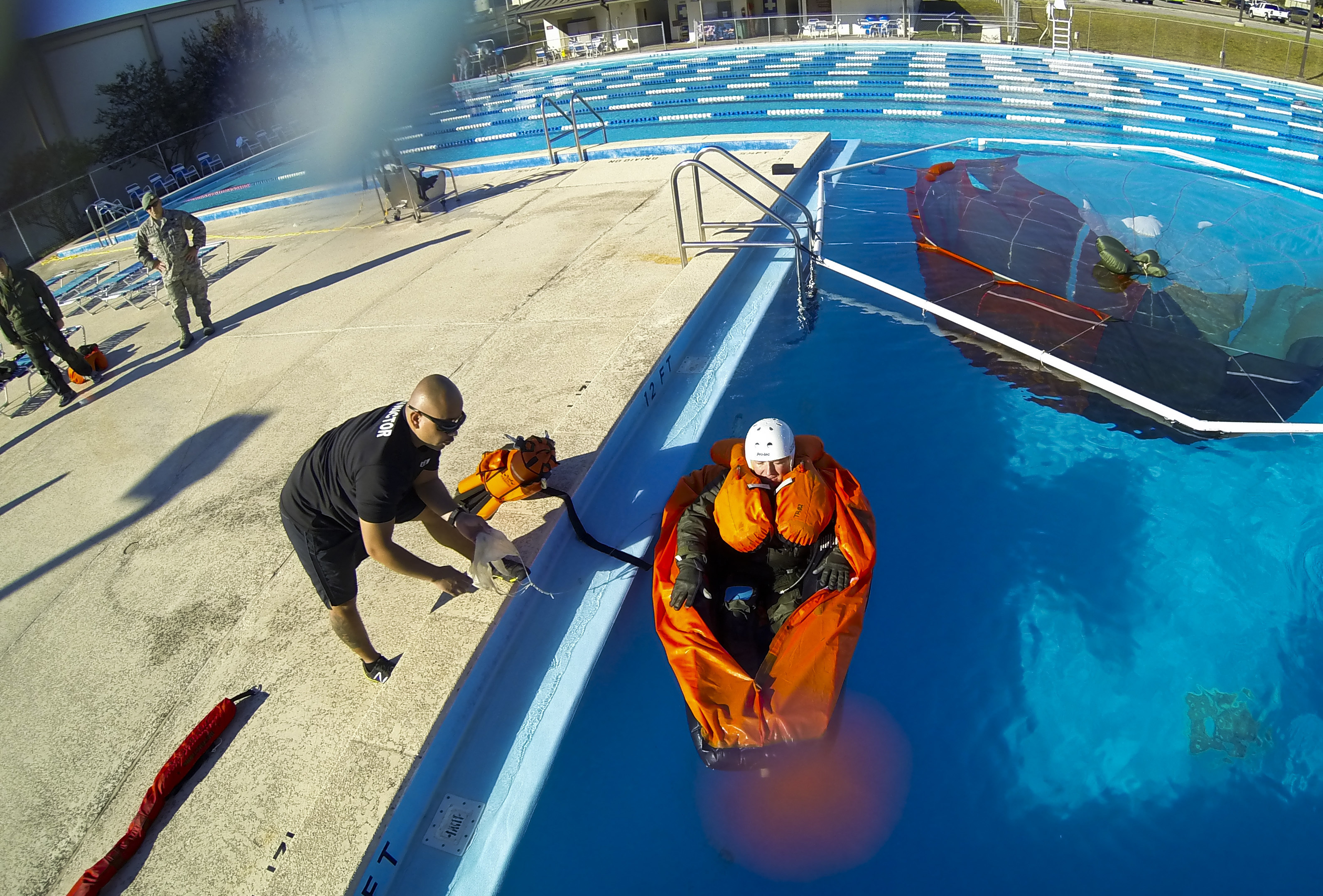
一人用のいかだでサバイバル訓練を受けるF-35のパイロット

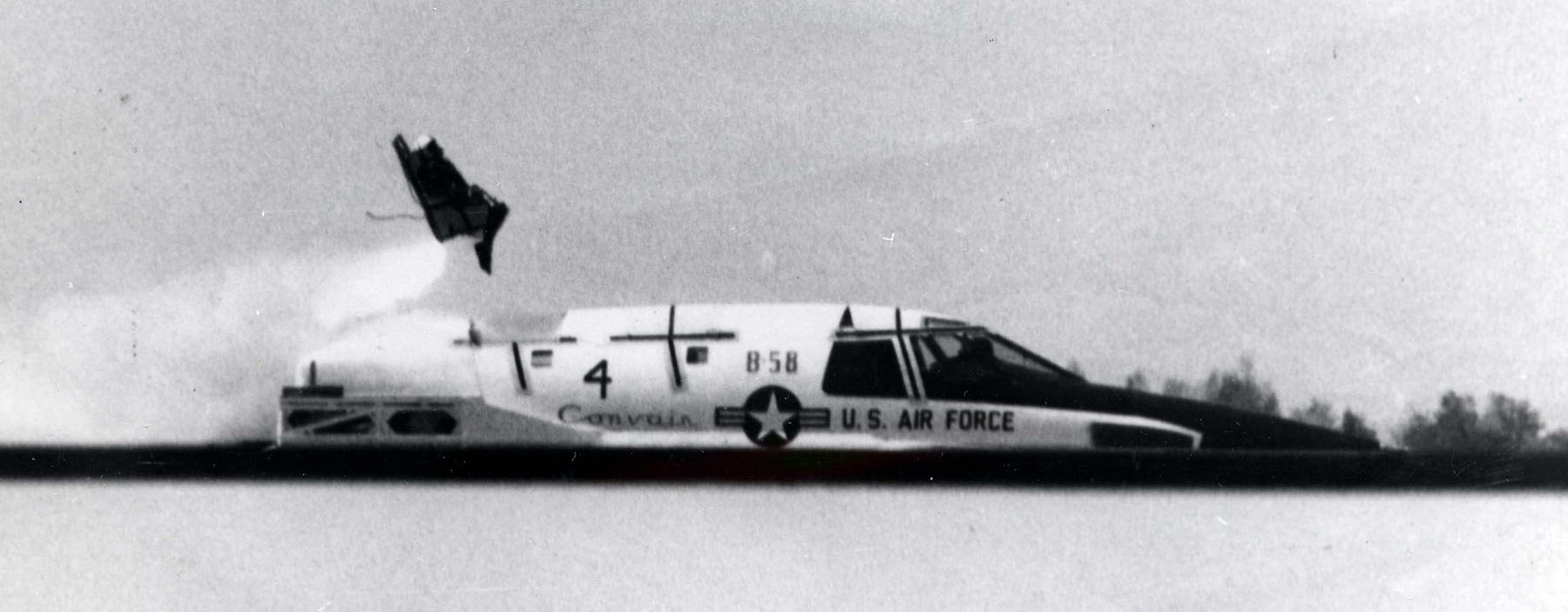
B-58から射出座席を放出する地上でのテスト

座席をそのまま射出する方式が圧倒的に主流で、機体を大きく改造する必要が無く運用コストも低いが、座席の性能によっては音速以上の速度や高高度では脱出が難しくなる。公式に音速以上での射出をサポートしている例として、ロシアのズヴェズダ製のK-36が存在し作動高度の制限も無い。
音速機や高高度爆撃機などでは、与圧された操縦席全体を機体から切り離すモジュール式脱出装置が採用されていた。F-111やB-1A（試作機）の様に、コックピットがそのまま脱出カプセルとなって着陸後の漂流に耐えるものや、風圧やキャノピーの破片から防護するシールドだけの簡易型などがある。XB-70の脱出カプセルは、空中衝突事故で実際に使用されたことがある。
脱出後に救出されるまでの間に搭乗者が生存できるよう、射出座席には一人用の膨張式いかだや非常食、護身用拳銃、防水シールの施されたアルミケースに入ったサバイバルキット（マッチなど火熾し用具、釣り具、ワイヤー鋸、応急手当用医薬品と絆創膏、救難機が上空に来た際に信号を送る鏡、方位磁石、折り畳みナイフなど。ケースは方位磁石への影響を避けるために非鉄金属製である）、救出部隊との連絡用トランシーバーなどが同梱されている。冷戦時代にはこれらに加えて、アメリカ合衆国のU-2偵察機のパイロットのように、捕虜になった時に備えての自殺用毒薬まで持たされていた例もある。モジュール式の場合は出力の高い無線機などの重量物や、多くの食料を積むことができるため、より長い時間救援を待つことができる。
パイロットは飛行機を操縦する前に、備品を使用したサバイバル技術を学ぶ訓練を受ける。
モジュール式脱出装置は、射出できる環境条件や生存性などで有利な点も多いが、重量や機構の複雑さから運用コストが大きい。また、音速以上の速度での脱出はほとんど起きないことも判明したため、2010年末に退役したオーストラリア空軍のF-111Cを最後に、モジュール式の正式採用例はない。
B-58は当初は通常の射出座席だったが、超音速飛行中の脱出で死亡事故が起きたため、座席をシールドで覆い与圧するモジュール式に変更された。小型であり内部は非常に狭いものの、衝撃吸収用のエアバッグや着水時に作動するフローティングシステム、水や食料を備えシェルターの役目も果たすなど意欲的な設計であったが、当初から問題視されていた開発費の増大に拍車をかけることとなった。
F-104Aの初期型のように下方に向かって射出する方式もあったが、低空飛行時の脱出は不可能であり、安全性の目安にされるゼロ・ゼロ射出（後述）もできないため、現在では採用されていない（F-104も生産途中から上方射出式の座席に変更されている）。
座席はそのままに乗員のみを射出するシステムもあり、乗員とストラップで繋がれたロケットを打ち上げることで乗員を引き抜く「スタンリー・ヤンキー摘出システム」がA-1やシコルスキー Xウイングに採用された 。

## ヘリコプターでの採用
現在の射出座席は、主に戦闘機など小型の航空機を中心として使用されているが、ヘリコプターに射出座席を搭載する計画もあった。 しかし、ほとんどのヘリコプターは射出の際にメインローターが干渉してしまう関係上搭載されず、射出座席が装備された機体はロシアのカモフ設計局が開発したKa-50/Ka-52などごくわずかしかない。Ka-50では脱出時に障害となるキャノピーとメインローターを吹き飛ばしてから射出される。

## 現況

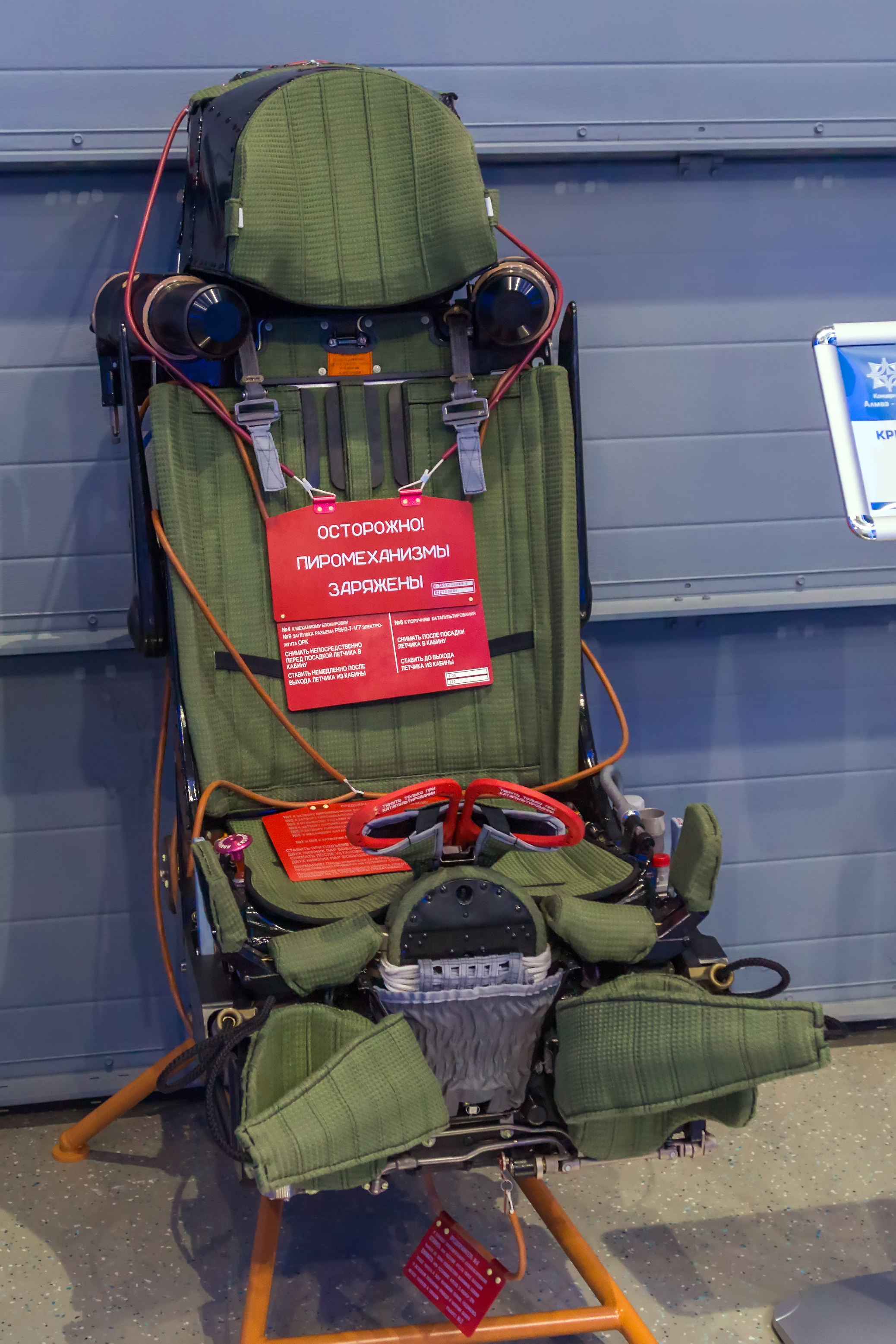
ロシアのズヴェズダ製のK-36

現代の射出座席は大きく進化を遂げた。射出可能な速度域が広がり、高度0速度0の状態からでも、パラシュートが十分開く高度までパイロットを打ち上げる「ゼロ・ゼロ射出」が可能な射出座席がほとんどとなっている。また、座席を打ち出すための推進装置として、火薬よりもパイロットにかかるGが小さいロケットモーターが多く使われている。
脱出時にはキャノピーへの衝突を防ぐため、火薬を使ってハッチやキャノピーを丸ごと投棄したり、あるいはキャノピーにプリマコードを埋め込んでおき、グラスを細かく砕くようになっている。しかし、火薬よりかかるGが小さいといっても、パイロットには15-20Gがかかるため、適切な姿勢をとっていない場合は脊柱を痛めるなどの可能性がある。そのため、射出される直前に全身がシートベルトで拘束され適切な姿勢に矯正されるようなものが多い。悪条件が重なった場合、先に投棄されたキャノピーに射出されたパイロットが衝突する危険性や、コックピット内に発生するロケットモーターの高温の噴出ガスでパイロットが火傷を負うこともある。
このような危険性と取り扱い上の注意事項から、アメリカ軍では戦闘機など射出座席を装備する航空機へ搭乗する人間には射出座席の訓練を修了し、「航空機搭乗員」の資格を取得することを義務付けている。これは操縦も操作も行なわず乗っているだけの人間であっても修了義務があるため、訓練を受けていない観光客などが戦闘機に乗ることはできない。一方、ロシア連邦軍他一部の国ではこの義務がないため、観光客が訓練なしに戦闘機に乗ることができる場合もある。また、射出後はパラシュート降下するため、当然パラシュートの操作ができることも要求される。
脱出後、水上に着水した場合でも、ハーネスに内蔵されたライフジャケットで最低限の浮力は得られる。着水時に意識を失っているような場合でも確実にパラシュートが外れるよう、ハーネスに自動切り離し装置が内蔵されているものが多い。ただし、パラシュートの切り離しに失敗したり、パラシュートが搭乗員にかぶさるように落下してきた場合は、絡まったパラシュートに引き込まれるなどして溺死する場合もある。
モジュール式の場合は、救援が来るまで雨風をしのぐ避難所として利用できる（海の場合はいかだとして機能する）。
マーチンベーカー社は、自社製の射出座席で生還した人々に対するネクタイ、バッジ、認証書、ネクタイピン〔女性パイロットの場合はブローチ〕や会員証を作成して「イジェクション・タイ・クラブ」（Ejection Tie Club）のスポンサー活動を行っている。1957年にこのクラブが設立されて以来2012年までに5,800名がここの会員に登録されている。
射出座席により脱出し生還したとしても、高価な機体を捨てたことになるためキャリア的には痛手になるという。

## 宇宙船への装備
射出座席は有人の宇宙船にも搭載されている。
世界最初の有人宇宙船であるボストークは、重量の関係からカプセル全体を安全に減速できるだけの大きさのパラシュートを搭載できなかったため、大気圏再突入後、高度7,000mで搭乗者を座席ごとカプセルから射出し、搭乗者のみパラシュート降下する設計となっていた。ボストーク1号で初の宇宙飛行を行ったユーリイ・ガガーリンもこの方式で帰還したが、国際航空連盟による「宇宙飛行」の定義では乗員が機体に搭乗したままで着地ないし着水することとされており、当初ソビエト連邦はガガーリンの宇宙飛行が定義に照らして認められないことを懸念し、射出座席が搭載されていることは語っていなかったが、宇宙飛行が認定されてからそれを使ったことを明らかにした。
アメリカでは、ジェミニ宇宙船において射出座席を装備しているが、これは大気圏内における非常脱出用である。
やがて、安全に着陸できるだけのパラシュートが搭載可能になると、射出座席は装備されなくなったが、後にスペースシャトルに再び搭載されることとなった。ただこれは、試験飛行の期間に限定されて搭載されただけであり、正式な運用が開始されると実用性の低さ（シャトルが低高度・低速でないと助からない）や重量増や機構の複雑さから取り外されてしまっている。チャレンジャー号爆発事故では乗員が海面に激突するまで生存していた可能性があるとされ、再び射出座席などの緊急脱出装置の装備が検討されたが、機体の大幅な設計変更（操縦室の屋根を丸ごと吹き飛ばす仕組みが必要になる）や乗員数の削減を要する事から実現しなかった。なお、ソ連版スペースシャトルといえるブランには射出座席が標準装備されていた。

## 射出座席の一覧

### イギリス
マーチンベーカー・エアクラフト
- マーチンベーカー_Mk.1
- Mk.2（英語版）
- Mk.3
- Mk.4（英語版）
- Mk.5（英語版）
- Mk.6（英語版）
- Mk.7（英語版）
- Mk.8（英語版）
- Mk.9（英語版）
- Mk.10（英語版）
- Mk.11
- Mk.12
- Mk.13
- Mk.14
- Mk.15
- Mk.16

### アメリカ
グッドリッチ (現:UTCエアロスペースシステムズ)
- ACES II
- ACES5

### ソビエト連邦・ロシア
ミコヤン・グレーヴィチ設計局
- KM-1（ロシア語版、ドイツ語版） - MiG-21（PF以降）、MiG-23、MiG-25、MiG-27に搭載。

ツポレフ設計局
- KT-1M（ロシア語版） - Tu-22Mバックファイアに搭載。

ヤコヴレフ設計局
- KYa-1M（ロシア語版） - Yak-38フォージャー用に開発。量産機ではK-36VMを搭載。

NPP ズヴェズダ
- K-36D - MiG-29、Su-27、Su-24、Su-25、Yak-38、Tu-160に搭載。

### 中国
第1世代 - 火薬カートリッジ式。J-7などに搭載。
- CKシリーズ

第2世代 - ロケットモーター式。
- HTY-1
- HTY-2
- HTY-3 - 以降のモデルよりゼロ・ゼロ射出に対応。
- HTY-4
- HTY-7

第3世代 - パラシュートの展開時間や姿勢を電子制御することにより、安全性を向上。
- HTY-5 - メカニズムやレイアウトなど西側射出座席を参考にしたとされる。コンパクトなため、J-10系列の機体で採用。
- HTY-6
- HTY-8 - ロシアのK-36Dをライセンス生産又は中国独自の改良を施したモデル。J-11系列の機体で採用。